# Jazennes
Jazennes est une commune du Sud-Ouest de la France, située dans le département de la Charente-Maritime (région Nouvelle-Aquitaine).
Ses habitants sont appelés les Jazennais et les Jazennaises.

## Géographie
La commune de Jazennes se situe dans le centre du département de la Charente-Maritime, en région Nouvelle-Aquitaine, dans l'ancienne province de Saintonge. Appartenant au midi de la France — on parle plus précisément de « midi atlantique », au cœur de l'arc atlantique, elle est partie intégrante du Grand Sud-Ouest français, et est parfois également incluse dans un Grand Ouest aux contours plus flous.

### Communes limitrophes
|         | Villars-en-Pons | Saint-Léger |
| Gémozac | Jazennes        | Pons        |
|         | Tanzac          | Mazerolles  |

## Urbanisme

### Typologie
Au 1er janvier 2024, Jazennes est catégorisée commune rurale à habitat dispersé, selon la nouvelle grille communale de densité à 7 niveaux définie par l'Insee en 2022.
Elle est située hors unité urbaine. Par ailleurs la commune fait partie de l'aire d'attraction de Saintes, dont elle est une commune de la couronne,. Cette aire, qui regroupe 62 communes, est catégorisée dans les aires de 50 000 à moins de 200 000 habitants,.

### Occupation des sols
L'occupation des sols de la commune, telle qu'elle ressort de la base de données européenne d’occupation biophysique des sols Corine Land Cover (CLC), est marquée par l'importance des territoires agricoles (80,7 % en 2018), une proportion sensiblement équivalente à celle de 1990 (80,6 %). La répartition détaillée en 2018 est la suivante : 
terres arables (57,2 %), zones agricoles hétérogènes (17,7 %), forêts (16,7 %), cultures permanentes (5,9 %), zones urbanisées (2,6 %). L'évolution de l’occupation des sols de la commune et de ses infrastructures peut être observée sur les différentes représentations cartographiques du territoire : la carte de Cassini (XVIIIe siècle), la carte d'état-major (1820-1866) et les cartes ou photos aériennes de l'IGN pour la période actuelle (1950 à aujourd'hui).

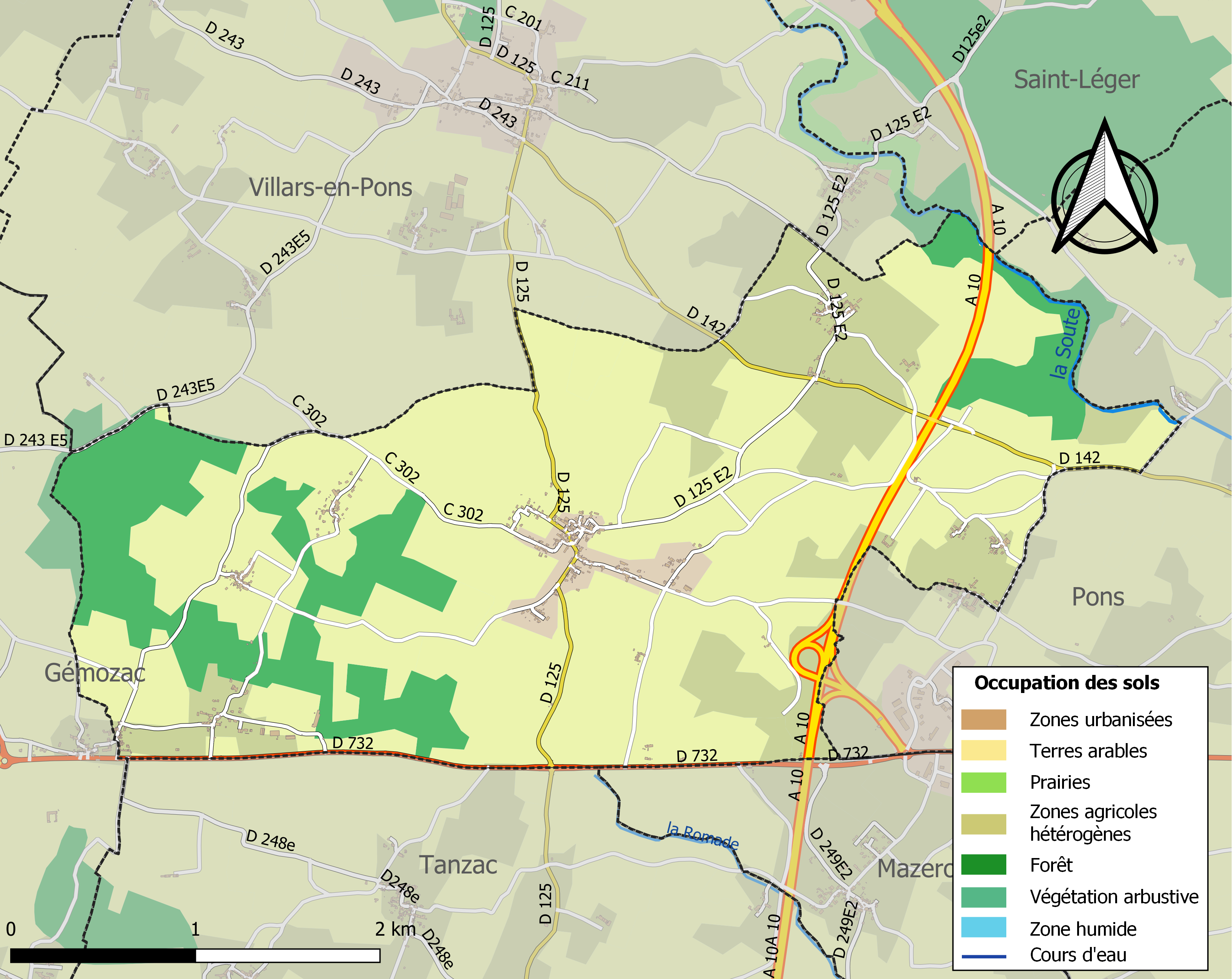
Carte des infrastructures et de l'occupation des sols de la commune en 2018 (CLC).

### Risques majeurs
Le territoire de la commune de Jazennes est vulnérable à différents aléas naturels : météorologiques (tempête, orage, neige, grand froid, canicule ou sécheresse), inondations, mouvements de terrains et séisme (sismicité faible). Il est également exposé à un risque technologique,  le transport de matières dangereuses. Un site publié par le BRGM permet d'évaluer simplement et rapidement les risques d'un bien localisé soit par son adresse soit par le numéro de sa parcelle.

#### Risques naturels
Certaines parties du territoire communal sont susceptibles d’être affectées par le risque d’inondation par débordement de cours d'eau, notamment la Soute. La commune a été reconnue en état de catastrophe naturelle au titre des dommages causés par les inondations et coulées de boue survenues en 1982, 1999 et 2010,.

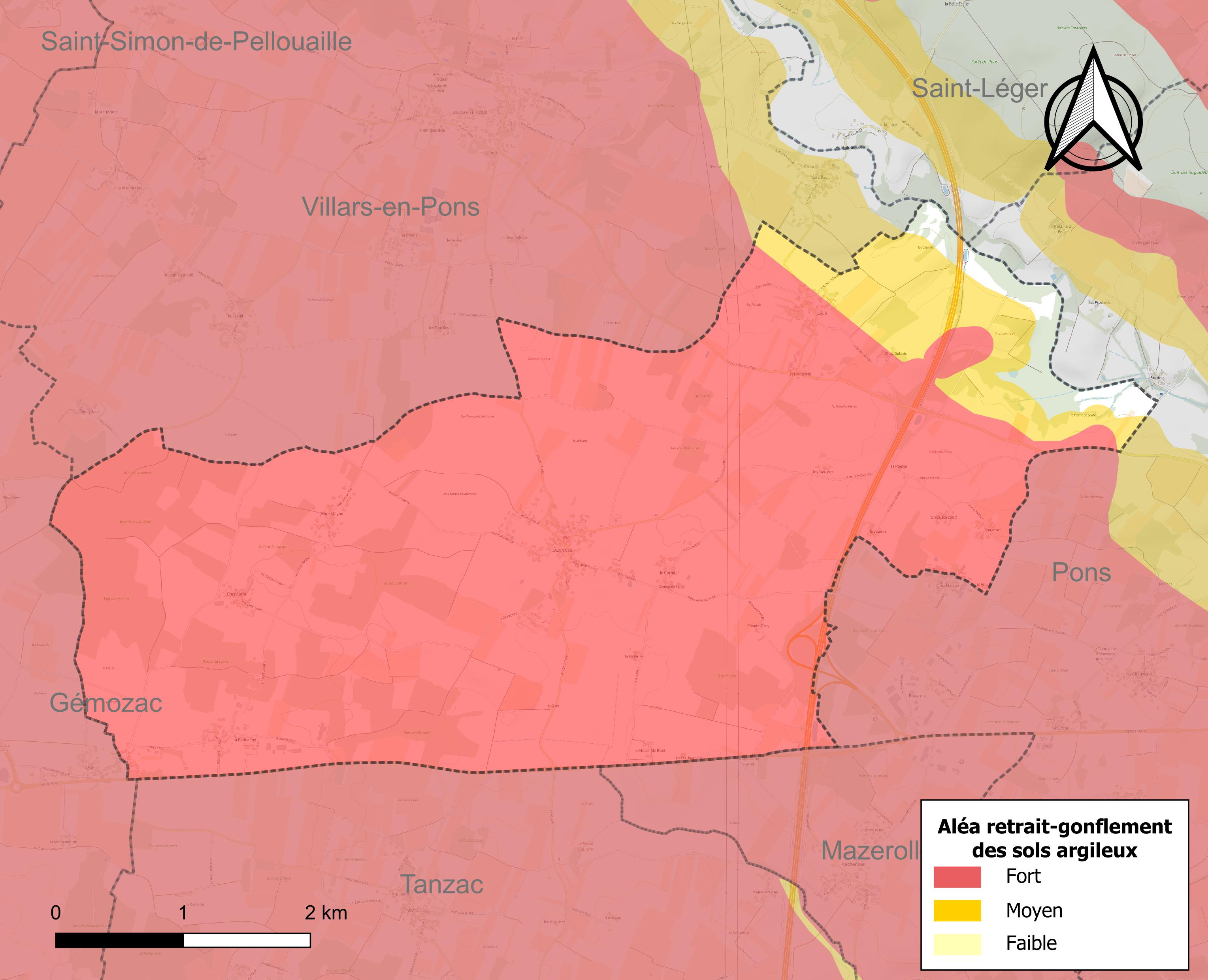
Carte des zones d'aléa retrait-gonflement des sols argileux de Jazennes.

Les mouvements de terrains susceptibles de se produire sur la commune sont des tassements différentiels.
Le retrait-gonflement des sols argileux est susceptible d'engendrer des dommages importants aux bâtiments en cas d’alternance de périodes de sécheresse et de pluie. 97,2 % de la superficie communale est en aléa moyen ou fort (54,2 % au niveau départemental et 48,5 % au niveau national). Sur les 267 bâtiments dénombrés sur la commune en 2019,  267 sont en aléa moyen ou fort, soit 100 %, à comparer aux 57 % au niveau départemental et 54 % au niveau national. Une cartographie de l'exposition du territoire national au retrait gonflement des sols argileux est disponible sur le site du BRGM,.
Par ailleurs, afin de mieux appréhender le risque d’affaissement de terrain, l'inventaire national des cavités souterraines permet de localiser celles situées sur la commune.
Concernant les mouvements de terrains, la commune a été reconnue en état de catastrophe naturelle au titre des dommages causés par des mouvements de terrain en 1999 et 2010.

#### Risques technologiques
Le risque de transport de matières dangereuses sur la commune est lié à sa traversée par une ou des infrastructures routières ou ferroviaires importantes ou la présence d'une canalisation de transport d'hydrocarbures. Un accident se produisant sur de telles infrastructures est susceptible d’avoir des effets graves sur les biens, les personnes ou l'environnement, selon la nature du matériau transporté. Des dispositions d’urbanisme peuvent être préconisées en conséquence.

## Histoire

### Héraldique
| Blason | Blasonnement : Écartelé : au 1er d’azur à l’aigle d’or, au 2e d’argent à la fasce de gueules accompagnée de six coquilles du même, 3 en chef et 3 en pointe 2 et 1, au 3e d’argent aux deux fasces de sable accompagnées de six merlettes de même 3, 2 et 1, au 4e d’azur à la mitre d’argent accompagnée de trois fleurs de lys d’or, à la divise de gueules à trois bandes d’or brochant. |

## Politique et administration

### Liste des maires
| Période                                  | Période  | Identité         | Étiquette | Qualité                    |
| ---------------------------------------- | -------- | ---------------- | --------- | -------------------------- |
| 1995                                     | 2020     | Yves Massias     | DVD       | Agent général d'assurances |
| 2020                                     | En cours | Stéphanie Valéri |           | Préparatrice en pharmacie  |
| Les données manquantes sont à compléter. |          |                  |           |                            |

### Région
À la suite de la mise en application de la réforme administrative de 2014 ramenant le nombre de régions de France métropolitaine de 22 à 13, la commune appartient depuis le 1er janvier 2016 à la région Nouvelle-Aquitaine, dont la capitale est Bordeaux. De 1972 au 31 décembre 2015, elle a appartenu à la région Poitou-Charentes, dont le chef-lieu était Poitiers.

## Population et société

### Démographie

#### Évolution démographique
L'évolution du nombre d'habitants est connue à travers les recensements de la population effectués dans la commune depuis 1793. Pour les communes de moins de 10 000 habitants, une enquête de recensement portant sur toute la population est réalisée tous les cinq ans, les populations de référence des années intermédiaires étant quant à elles estimées par interpolation ou extrapolation. Pour la commune, le premier recensement exhaustif entrant dans le cadre du nouveau dispositif a été réalisé en 2006.

En 2022, la commune comptait 548 habitants, en évolution de +3,2 % par rapport à 2016 (Charente-Maritime : +4,04 %, France hors Mayotte : +2,11 %).
| 1793 | 1800 | 1806 | 1821 | 1831 | 1836 | 1841 | 1846 | 1851 |
| ---- | ---- | ---- | ---- | ---- | ---- | ---- | ---- | ---- |
| 572  | 587  | 537  | 618  | 624  | 586  | 585  | 580  | 606  |

| 1856 | 1861 | 1866 | 1872 | 1876 | 1881 | 1886 | 1891 | 1896 |
| ---- | ---- | ---- | ---- | ---- | ---- | ---- | ---- | ---- |
| 623  | 612  | 593  | 537  | 568  | 525  | 515  | 530  | 526  |

| 1901 | 1906 | 1911 | 1921 | 1926 | 1931 | 1936 | 1946 | 1954 |
| ---- | ---- | ---- | ---- | ---- | ---- | ---- | ---- | ---- |
| 546  | 525  | 509  | 467  | 468  | 499  | 454  | 411  | 450  |

| 1962 | 1968 | 1975 | 1982 | 1990 | 1999 | 2006 | 2011 | 2016 |
| ---- | ---- | ---- | ---- | ---- | ---- | ---- | ---- | ---- |
| 423  | 372  | 335  | 349  | 367  | 367  | 460  | 482  | 531  |

| 2021 | 2022 | - | - | - | - | - | - | - |
| ---- | ---- | - | - | - | - | - | - | - |
| 547  | 548  | - | - | - | - | - | - | - |

## Culture locale et patrimoine

### Lieux et monuments
- Église Notre-Dame-de-l'Assomption

### Personnalités liées à la commune
| Noms des seigneurs de Jazennes                 | Titres                                                                                      |
| ---------------------------------------------- | ------------------------------------------------------------------------------------------- |
| RABAINE PISANY (de) Guillon                    | Seigneur de Gemozac, Rabaine en Pons, Jazennes, Montils, Rouffiac, Cagouillac, Carlay, Assy |
| RABAINE JAZENNES (de) Jean (1492- + vers 1492) | Seigneur de Jazennes                                                                        |
| RABAINE JAZENNES (de) Paul (+ 1661)            | Seigneur de Jazennes, en partie, Tanzac, à cause de Briagne, Cravans                        |
| RABAINE JAZENNES (de) René de Rabaine          | Seigneur de Jazennes, Cravans                                                               |
| RABAINE JAZENNES (de) Yvon                     | Seigneur de Jazennes                                                                        |
| RABAINE USSON (de) Guillon (+1450)             | Seigneur de Gemozac, Rabaine en Pons, Jazennes, Montils, Rouffiac, Cagouillac, Carlay, Assy |

- Source :  site officiel de la maison de Rabaine (ascendance de Charlotte Blanc de Rabaine, branche Jazennes, une des dernières marquises de Saintonge, et les 60 porteurs du patronyme « de Rabaine Jazennes »).
- L’abbé Esteffe, auteur patoisant de la fin du XIXe siècle est né à Jazennes.